# Manfredi Gravina
Manfredi Gravina, född 17 juni 1883, död 19 september 1932, var en italiensk diplomat.
Gravina var sjömilitär och var marinattaché i de skandinaviska länderna 1919-22. Han avslöt i Köpenhamn 1920 enligt speciellt uppdrag en konvention med sovjetkommissarien  Maksim Litvinov angående återupptagandet av diplomatiska förbindelser med Ryssland. 1924-28 var Gravina italiensk delegerad vid Nationernas förbund, och blev 1929 överkommissarie i Danzig.